# くま井ゆう子
くま井 ゆう子（くまい ゆうこ、1973年1月18日-)は、日本のシンガー・ソングライター。血液型はO型。

## 来歴
高校卒業直前の1991年3月に『Voice'91』コンテストに出場、CBSソニー賞を受賞、これがきっかけとなって翌1992年にデビュー。所属していたレコード会社はソニーレコード（ソニー・ミュージックアーティスツ）。デビュー前にブティック社の雑誌「月刊歌謡曲」にてアルバイトをしており、デビュー時には特集が組まれた。
1995年9月にレギュラーラジオ番組の終了とともに活動を休止したとされているが、その後、カズン（シングル曲『クレッシェンド』作詞など）、菅原祥子や『ときめきメモリアル2』のCDに楽曲提供をするなど、本名の熊井祐子名義で作詞家、作曲家としても活動していた。

## ディスコグラフィ
- 全てSony Recordsよりリリース

### シングル
|     | リリース日    | タイトル                                    | カップリング                                                                                     | 備考                                                                                               |
| --- | ------------- | ------------------------------------------- | ------------------------------------------------------------------------------------------------ | -------------------------------------------------------------------------------------------------- |
| 1st | 1992年12月2日 | ずっと待っててね                            | 1. ずっと待っててね 2. ひまわり咲く土手                                                          | アルバム「まばたき」と同時リリース                                                                 |
| 2nd | 1993年2月21日 | ありがとうHighschool days（Single Version） | 1. ありがとうHighschool days（Single Version） 2. とり残された想い                               | 両曲ともアルバム「まばたき」よりシングルカット                                                     |
| 3rd | 1993年6月21日 | Bye Bye Nineteen                            | 1. Bye Bye Nineteen 2. ねがいごと★                                                               | |
| 4th | 1994年1月21日 | 負けたくない勝ちたくない                    | 1. 負けたくない勝ちたくない 2. ある日彼女と★ 3. 負けたくない勝ちたくない（オリジナル・カラオケ） | 負けたくない勝ちたくない - TBS系TV愛の劇場シリーズ「ママじゃないってば!」主題歌                    |
| 5th | 1994年6月1日  | みつあみ引っ張って                          | 1. みつあみ引っ張って 2. 君の妹 3. みつあみ引っ張って（オリジナル・カラオケ）                    | みつあみ引っ張って - 「3丁目のタマ うちのタマ知りませんか?」第2期 エンディングテーマ               |
| 6th | 1995年2月22日 | 風邪をひいたら                              | 1. 風邪をひいたら 2. 恋を捜してる 3. 風邪をひいたら（オリジナル・カラオケ）                      | 恋を捜してる - 「東京デザイナー学院・東京ビジュアルアーツ」CMソング                                |
| 7th | 1995年4月21日 | キスの意味                                  | 1. キスの意味 2. あなたが教えてくれたもの★ 3. キスの意味（オリジナル・カラオケ）                 | アルバム「100％恋愛」と同時リリース キスの意味 - フジテレビ系「新伍&紳助のあぶない話」テーマソング |

- 曲名右にある★印はアルバム未収録曲

## 出演番組

### ラジオ
- くま井ゆう子 mabataki-スケッチ（1993年4月 - 1994年3月、TOKYO-FM他6局ネット）
- くま井ゆう子 GIRLS BRAVO!（1994年4月 - 1995年9月、TOKYO FM他6局ネット）